# Újlaki Lőrinc
Újlaki Lőrinc (1459. augusztus 6. és 1460. szeptember 3. között – 1524. május 23. és június 15. között) magyar főnemes, macsói bán és országbíró, Bosznia hercege. Vele halt ki az Újlaki család.

## Élete
Édesapja Újlaki Miklós macsói és szlavón bán, bosnyák király. Édesanyja felsőlindvai Széchy Dorottya, felsőlindvai Széchy János asztalnokmester és egy ismeretlen családból való Katalin nevű asszony leánya volt. Az apai nagyszülei Újlaki László macsói bán és Stiborici Jachma, aki Stiborici Stibor vajdának a lánya volt. Újlaki Lőrincnek az anyai nagyapai dédanyja felsőlindvai Széchy Miklós asztalnokmesterné Garai Ilona volt, akinek az apja Idősebb Garai Miklós (?–1386) nádor volt. A Garai család révén rokonságban állt a pelsőci Bebek, a Cillei, a Rozgonyi és a Frangepán családokkal, a kor legbefolyásosabb köreibe tartozott. Újlaki Lőrinc édesanyjának az unokatestvére Szécsi Dénes esztergomi érsek. Lőrincnek egyetlen édestestvére Újlaki Bernát gyermekkorában meghalt. Míg apja első házasságából, amit Rozgonyi Margittal kötött, hat féltestvére származott: Miklós és István, akik gyermekkorukban meghaltak. Illetve volt négy leánytestvére: Újlaki Katalin, aki előbb Maróti Lajos, majd Korbáviai János neje lett, Újlaki Fruzsina, aki Garai Jóbhoz ment hozzá, Újlaki Orsolya, akinek Perényi István volt a férje, valamint Újlaki Jeromina, aki Leonhard görzi gróf felesége lett.
Amikor 1477 folyamán meghalt édesapja, aki a Bosznia királya címet viselte, Lőrinc a királyi címet nem örökölte, de viselhette helyette a Bosznia hercege címet, minden hatalom nélkül. Örökölte hatalmas birtokait és macsói báni címét, melyet 1492-ig viselt. Részt vett Bécs ostromában, majd 1487-ben a Frigyes császárral kötött béke előkészítésében. 1489-ben több főúrral együtt esküt tett Mátyás királynak, hogy halála után Corvin Jánost emelik trónra.
Ígéretét megtartotta, Corvin Jánost támogatta, majd a csontmezei csata (1490. július 4.) után vele együtt Pécsre menekült. Nem vett részt II. Ulászló magyar király választásán és koronázásán sem. 1493-ban jelen volt az országgyűlésen, ahol mint Bakócz Tamás ellenségét, árulással vádolták meg. Bonfini tudósítása szerint, az országgyűlésen nyilvánosan ökörnek nevezte a királyt. Ulászló ostrom alá vette várait, 1494-ben bevette Újlakot és több szerémségi várát, 1495-ben több dunántúli várát (Kaposvár, Rakóca) végül megostromolta Németújvárt. Ekkor Újlaki meghódolt, s a király elkobozta birtokait. Még ebben az évben kegyelmet kért a királytól, aki Bakócz tanácsára megkegyelmezett neki. Bakócz Tamás és Perényi Imre támogatásáért cserébe nekik jelentős vagyont engedett át, így kerülhetett ismét a bárók közé.
1502-ben ő vezette az esküvői küldöttséget Velencébe, ahol ő fogadta II. Ulászló új feleségét, Candale-i Annát. 1511-től 1513-ig nándorfehérvári bán, 1516-ban a kiskorú II. Lajos mellé rendelt kormányzótanács tagja, 1518-tól haláláig országbíró volt.

## Családja
Újlaki Lőrinc kétszer házasodott. Első felesége dengelegi Pongrác Katalin (1460/65 körül–1510 körül), második felesége Bakóci Magdolna volt. Egy fia született, aki gyermekkorában meghalt, így férfi ágon Lőrinccel kihalt az Újlaki család.